# Leinier Domínguez
Leinier Domínguez Pérez (Mayabeque, Cuba, 23 de septiembre de 1983) es un gran maestro internacional de ajedrez cubano, el de mejores resultados después del campeón mundial José Raúl Capablanca. Fue campeón mundial de ajedrez blitz en 2008. Su mayor puntuación Elo, de la lista de mayo de 2014, fue de 2768, ocupando el puesto 10° del mundo. Actualmente está en el lugar 14° (1 de enero de 2025).

## Inicios
Desde muy joven, junto a Lázaro Bruzón (amigo y eterno rival), fue considerado uno de los talentos más grandes del ajedrez cubano. A los 15 años, alcanzó su primera norma de gran maestro (GM) y conquistó la definitiva a los 17 en el torneo abierto de Linares, España.

## Actuación internacional
En la lista de enero de 2010 de la FIDE, Leinier pasó a ocupar la posición 25 en el escalafón mundial de la FIDE con 2712 puntos de Elo, siendo el número uno de Latinoamérica y el primer y único latinoamericano en superar los 2700 puntos (desde que se implementó el sistema).
Entre sus mejores actuaciones, se encuentran las del Torneo Internacional Capablanca in Memoriam de 2004, cuando jugó para un 2808, y su impresionante resultado en el campeonato mundial de Trípoli de 2004, cuando alcanzó el quinto lugar.
Cabe destacar entre sus mejores resultados el obtenido en el magistral Ciudad de Barcelona en 2006, donde ganó el torneo con ocho puntos de nueve posibles, por delante de Vasili Ivanchuk y otros ocho ajedrecistas. En ese torneo, jugó con un nivel de Elo correspondiente a los 2932 puntos. El segundo lugar en el fortísimo torneo para grandes maestros de Biel, Suiza, donde en la última ronda cedió el invicto, lo que le costó el primer puesto; aun así, es un resultado muy satisfactorio, quedando incluso por delante del joven GM noruego Magnus Carlsen, futuro campeón del mundo.

## Reconocimiento nacional
Ha ganado el campeonato cubano en cuatro ocasiones, en 2002, 2003, 2006 y 2012.
En 2008, la televisión cubana realizó el documental Leinier 2700, donde se relata su carrera y se encuentran entrevistas a él y sus familiares sobre su carrera deportiva. En ese mismo año, conquistó el primer lugar en el torneo Capablanca in Memoriam y el segundo puesto en el torneo de la ciudad de Sarajevo. Además, se adjudicó el título mundial de ajedrez relámpago.
Participó representando a Cuba en nueve Olimpíadas de ajedrez en 2000, 2002, 2004, 2006, 2008, 2010, 2012, 2014 y 2016. Finalizó invicto con seis puntos en diez partidas, en las Olimpíadas de Dresde en 2008 y Janti-Mansisk en 2010.

## Experiencia como entrenador
Leinier Domínguez formó parte del equipo que asistió a Peter Leko en su entrenamiento para el campeonato mundial en 2007.
Recientemente, Leinier Domínguez formó parte también del equipo que asistió a Fabiano Caruana en su preparación y durante las partidas contra Magnus Carlsen por el campeonato del mundo 2018.
En julio de 2018, Leinier Domínguez publicó varias series de videoclases en Español, en su sitio web CheesLenier.com.

## Actualidad
En el Campeonato Español de Clubes de ajedrez (CECLUB) en España, Leinier Domínguez resultó ser el mejor. Enrolado como el primer tablero del Sestao Naturgas Energía, cerró con tablas frente al Gran Maestro ucraniano y excampeón mundial Ruslan Ponomariov (2723 puntos Elo) y llegó a cinco puntos de seis posibles, para completar una actuación de cuatro victorias y dos empates. 
Domínguez también participó en los II Juegos de la Mente, en Pekín (China), en este singular torneo las partidas se jugaron a 5 y 10 minutos, y en la modalidad ‘ciega’. Posteriormente, terminó 2011 en el Abierto de San Sebastián, España, lid que comenzará el 28 de diciembre y que reuniró a otros jugadores de alto nivel como el azerí Shakhriyar Mamedyarov (2733 puntos), el ucraniano Ruslan Ponomariov (2723) y el alemán Arkadij Naiditsch (2712). En esta ocasión será conmemorado el centenario del torneo que ganó allí en 1911 José Raúl Capablanca.
En junio de 2013 ganó el Grand Prix de la FIDE, celebrado en Salónica, superando a otros doce Grandes Maestros, entre ellos Fabiano Caruana, Veselin Topalov y Alexander Grischuk.
En la Olimpiada de Ajedrez de 2016, disputada en Bakú alcanzó la medalla de plata defendiendo el primer tablero de su país al sumar 7.5 puntos en 10 partidas para un Elo performance rating de 2839.
Leinier Domínguez jugará para los Estados Unidos. La página oficial de la FIDE ya registra el cambio. Aunque tendrá que esperar dos años, a partir de la última partida en que representó a Cuba.

## Partidas destacadas
- Magnus Carlsen vs. Leinier Domínguez Pérez, Biel 2008, Sicilian defense: Najdorf variation, Adams attack (B90), 1/2-1/2
- Alexander Onischuk vs. Leinier Domínguez Pérez, Biel, 2008, Gruenfeld defense: Russian, Hungarian variation (D97), 0-1
- Evgeny Alekseev vs. Leinier Domínguez Pérez, Biel 2008, Sicilian defense: Najdorf, Zagreb variation (B91), 0-1
- Leinier Domínguez Pérez vs. Alexander Morozevich, Corus 2009, Sicilian defense: Najdorf variation, English attack (B90), 1-0

## Página web oficial
ChessLeinier.com es la página oficial del GM Leinier Domínguez. La página también es accesible vía chessle.com

## Enlaces de interés
- Datos de la FIDE de Leinier Domínguez (en inglés)
- 703 partidas de 'Leinier Domínguez en chessgames.com (en inglés)
- sitio oficial del GM Leinier Dominguez (enlace roto disponible en Internet Archive; véase el historial, la primera versión y la última).
- Leinier Domínguez en Torre 64
- Entrevista
- Los mejores performances del siglo XX
- Clasificación del magistral Ciudad de Barcelona, 2006 Archivado el 16 de julio de 2011 en Wayback Machine.